# عیسی المحیانی
عیسی المحیانی (عربی: عيسى محمد حمود المحياني الهذلي؛ زادهٔ ۲۲ ژوئن ۱۹۸۳) یک بازیکن فوتبال اهل عربستان سعودی است.
از باشگاه‌هایی که در آن بازی کرده‌است می‌توان به نجران عربستان، الهلال عربستان، الاتحاد، الاهلی عربستان، الوحده عربستان، الشباب عربستان اشاره کرد.

## تیم ملی
وی همچنین در تیم‌های ملی فوتبال زیر 20 سال و بزرگسالان عربستان سعودی بازی کرده است.